# Chiesa di Maria Santissima Immacolata (Polistena)
La chiesa di Maria Santissima Immacolata è un luogo di culto cattolico di Polistena.

## Storia
Essa faceva parte dell'antico convento degli Osservanti, operante a Polistena prima del terribile terremoto del 1783 che tutto distrusse. 
Dopo il terremoto, la chiesa fu ricostruita in modeste dimensioni assieme al convento il quale però venne definitivamente soppresso nel 1809. Del convento resta la testimonianza di una massiccia porta lignea all'interno della chiesa..
La chiesa fu poi ampliata a cavallo tra il XIX e XX secolo da parte di artigiani e operai polistenesi (i Rovere, Formica, Calcopietro) in occasione del cinquantenario del dogma dell'Immacolata Concezione (1854), e un'epigrafe in latino incisa su una pregevole lastra di marmo e conservata nella chiesa, fu dettata dall'Arcivescovo Domenico M.Valensise (1832-1916) a testimonianza delle origini della chiesa stessa..
L'edificio sacro subì gravi danni a seguito di un altro evento funesto, il terremoto del 1908, in cui ci fu il crollo parziale della facciata, ma fu prontamente restaurato pochi anni dopo..
Divenuta parrocchia autonoma nel 1961, la chiesa è infine andata incontro ad ulteriori lavori di restauro. Altri lavori di abbellimento negli anni '90 del XX secolo e nel primo decennio del XXI secolo.

## Parroci
•Antonio Scordo (2007- 2014) (nominato parroco del Duomo di Gioia Tauro)
• Elvio Nocera (2014- 2024)
• Giovanni Bruzzì ( 2022- presente) Co-Parroco
• Salvatore Tucci (2024- presente)

## Descrizione

### Esterno
Ha una facciata semplice ma imponente, da cui primeggia una grande cupola rivestita in rame che si scorge anche da parecchi km di distanza. Sul finire del primo decennio del XXI secolo, è stato aggiunto un alto campanile staccato dall'edificio centrale. Prima di esso, la chiesa ne possedeva uno di piccolissime dimensioni posto a fianco del timpano che, nel corso del tempo e dei vari restauri, fu eliminato e il suono delle campane veniva riprodotto mediante altoparlanti.

### Interno

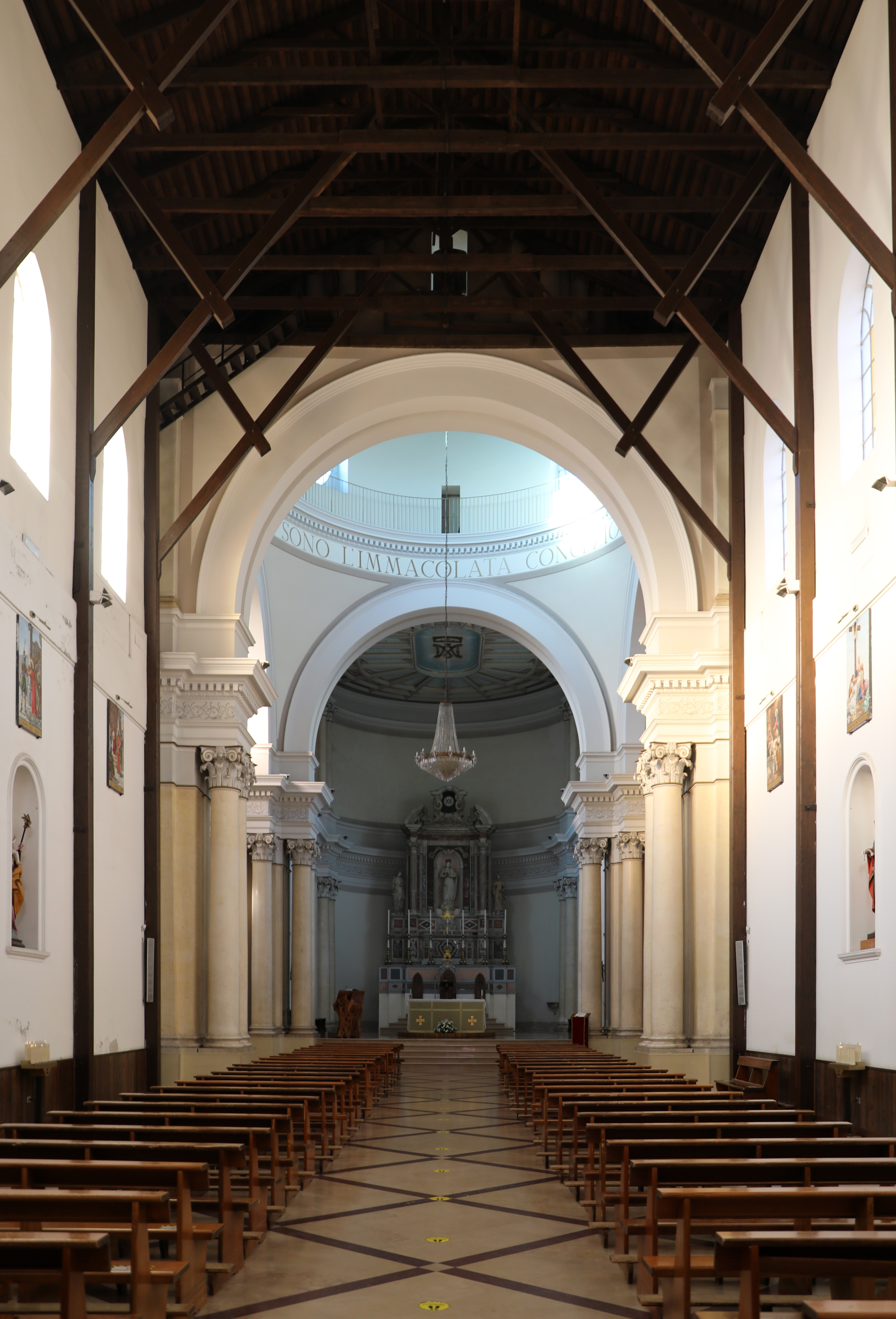
Interno

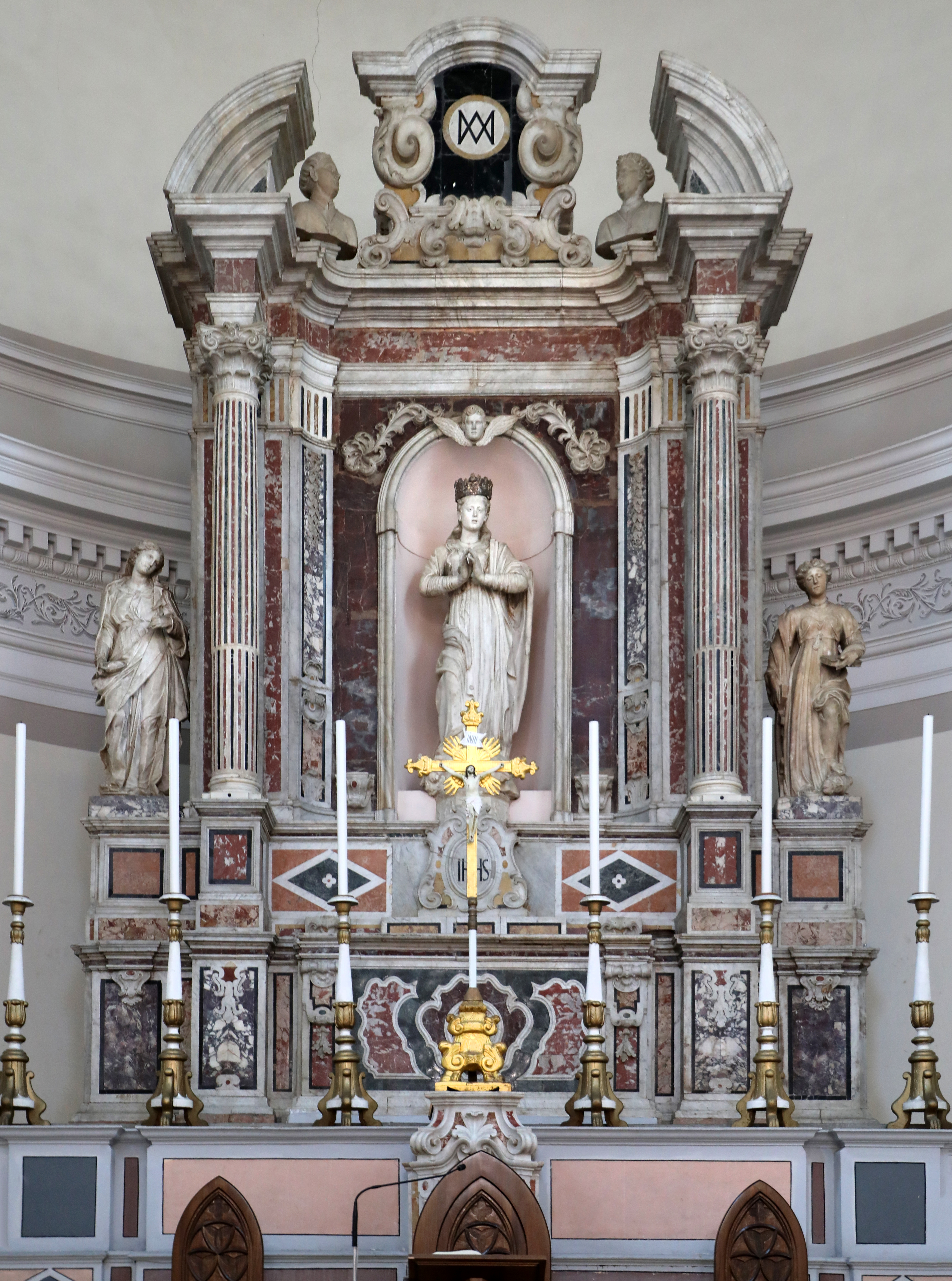
L'altare maggiore

La chiesa presenta un'unica e ampia navata che si presenta allo stato grezzo, con un interessante tetto con travi in legno a vista, mentre le zone del coro, dell'abside, del transetto e della cupola sono rifinite con stucchi e decorazioni cromatiche di stile composito, grazie ai lavori eseguiti negli anni '60 del '900 dal polistenese Antonio Ursida (nome d'arte "Pepè") su disegni del prof. Michelangelo Parlato.
La parte più pregevole senza dubbio è l'altare centrale in marmi policromi, opera degli artisti napoletani Varvella e Fluoreano (1771), ed è adornato da tre statue marmoree di diversa provenienza: quella centrale (altezza 1,88 m) raffigura l'Immacolata, quelle laterali (altezza 1,60 m circa per entrambe) rappresentano rispettivamente Santa Caterina e Santa Lucia; quest'ultima statua è attribuita a Pietro Bernini.
Il transetto è caratterizzato da due altari laterali in cui, entro altrettante nicchie lignee, fanno bella mostra le statue anch'esse di legno di Sant'Antonio (che viene solennemente festeggiato il 13 giugno), di origini settecentesche, e quella dell'Immacolata Concezione, opera del 1833 del serrese Vincenzo Zaffiro, che viene portata in processione l'8 dicembre. 
Adiacente all'altare di Sant'Antonio, c'è una nicchia in cui è custodita la statua di San Francesco da Paola raffigurato nell'atto della preghiera. Dall'altra parte del transetto, vicino invece all'altare dell'Immacolata, è stata costruita all'inizio del secondo decennio del XXI secolo una grande cappella laterale, ben decorata e rifinita, usata tra le altre cose per allestire l'Altare della Reposizione la sera del Giovedì santo.
Lungo l'unica navata e il resto del transetto, si conservano inoltre numerosissime statue devozionali in legno o cartapesta tra cui: san Diego (scolpita da Francesco Morani nel 1854), san Giuseppe, sant'Espedito, san Pio X, santa Lucia, san Pio da Pietrelcina, san Pasquale, il Crocifisso (autore Francesco Morani), e il gruppo della Pietà, scolpito dalla ditta statuaria Malecore di Lecce nel 1905 e restaurato esattamente un secolo dopo, nel 2005; la Pietà viene portata in solenne processione durante il tardo pomeriggio del Venerdì Santo.
Infine, sono degni di nota i grandi quadri in mosaico artistico che raffigurano le stazioni della Via Crucis, aggiunti negli anni '90 del '900.

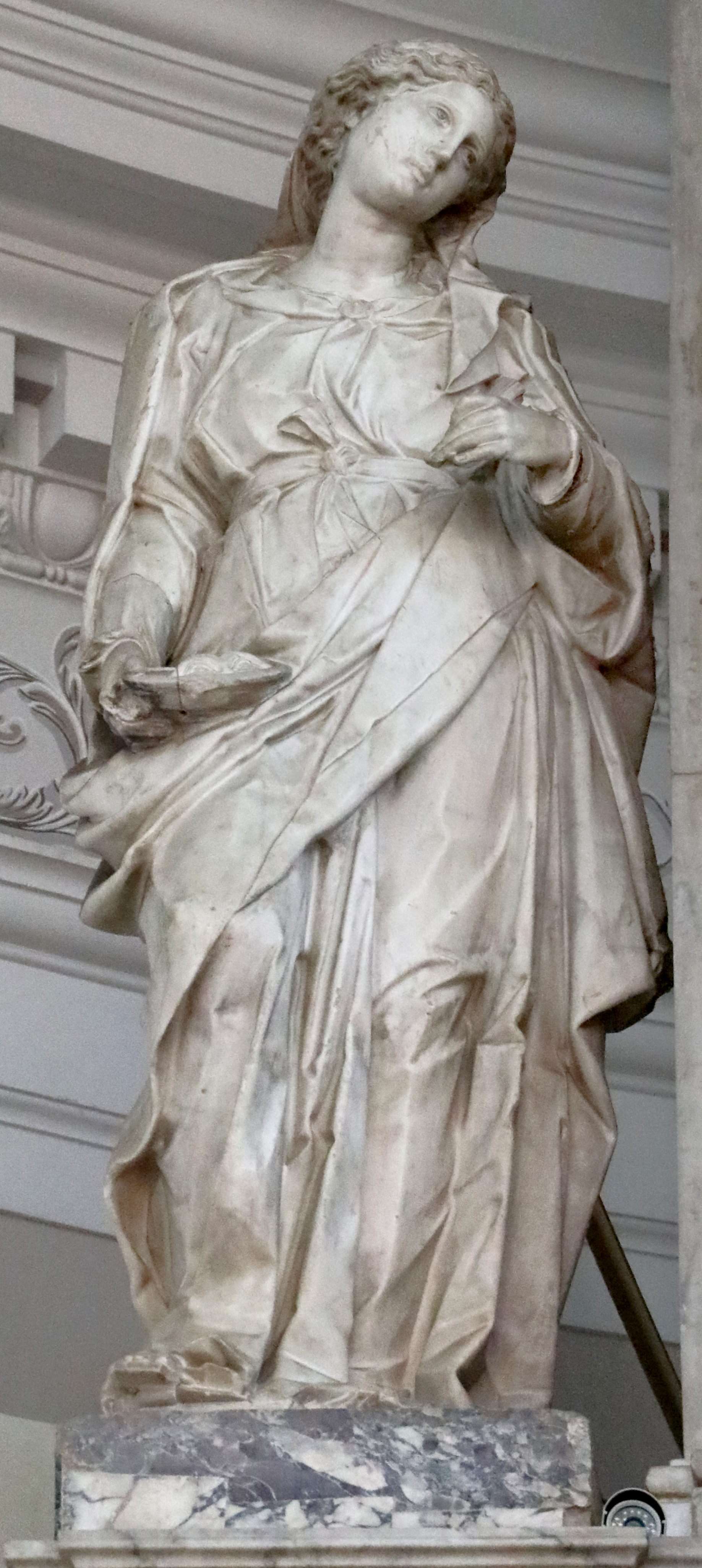
Pietro Bernini (attr.), Santa Lucia, 1585 circa
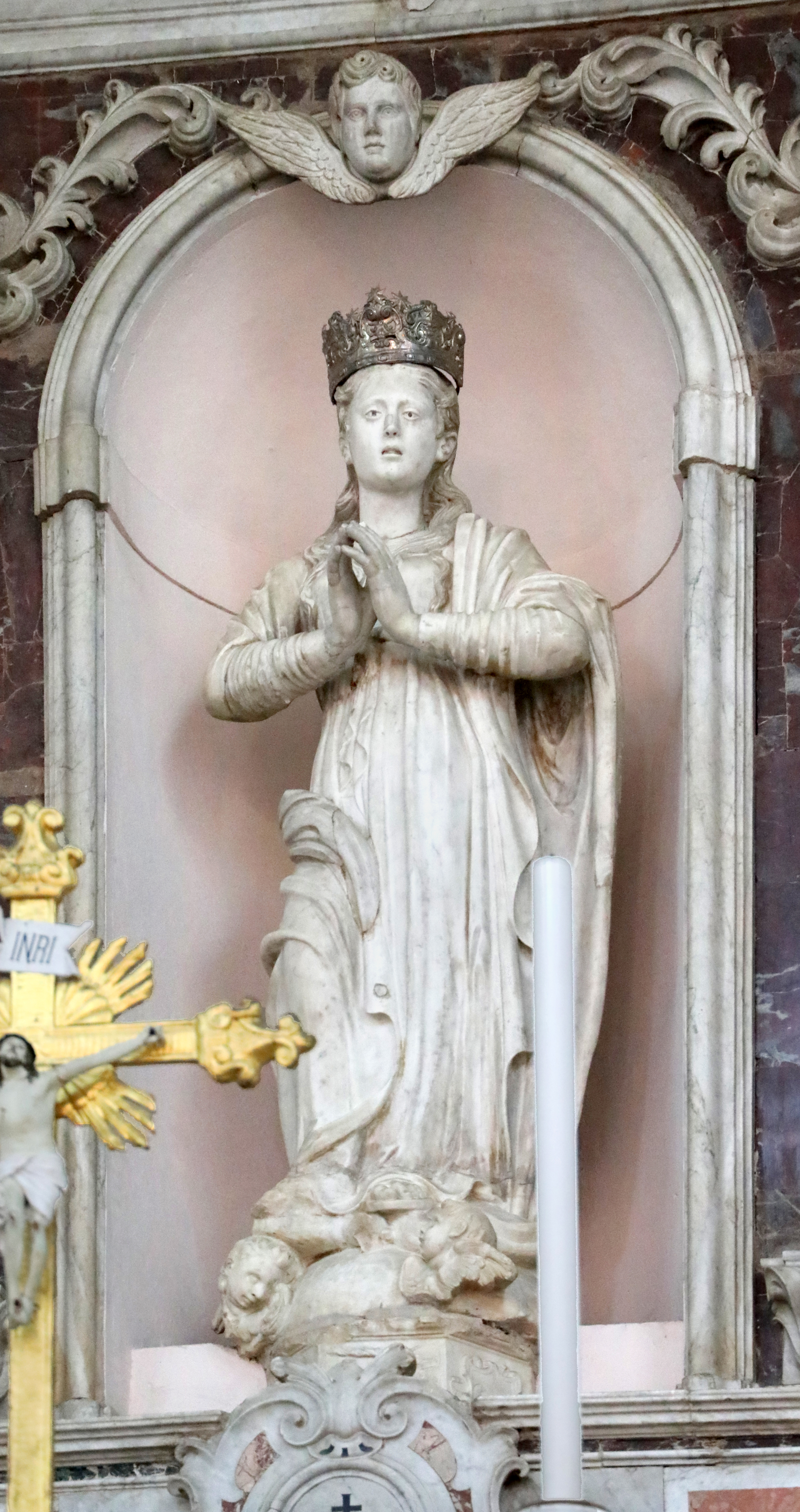
Scuola siciliana, Madonna immacolata, XVII secolo
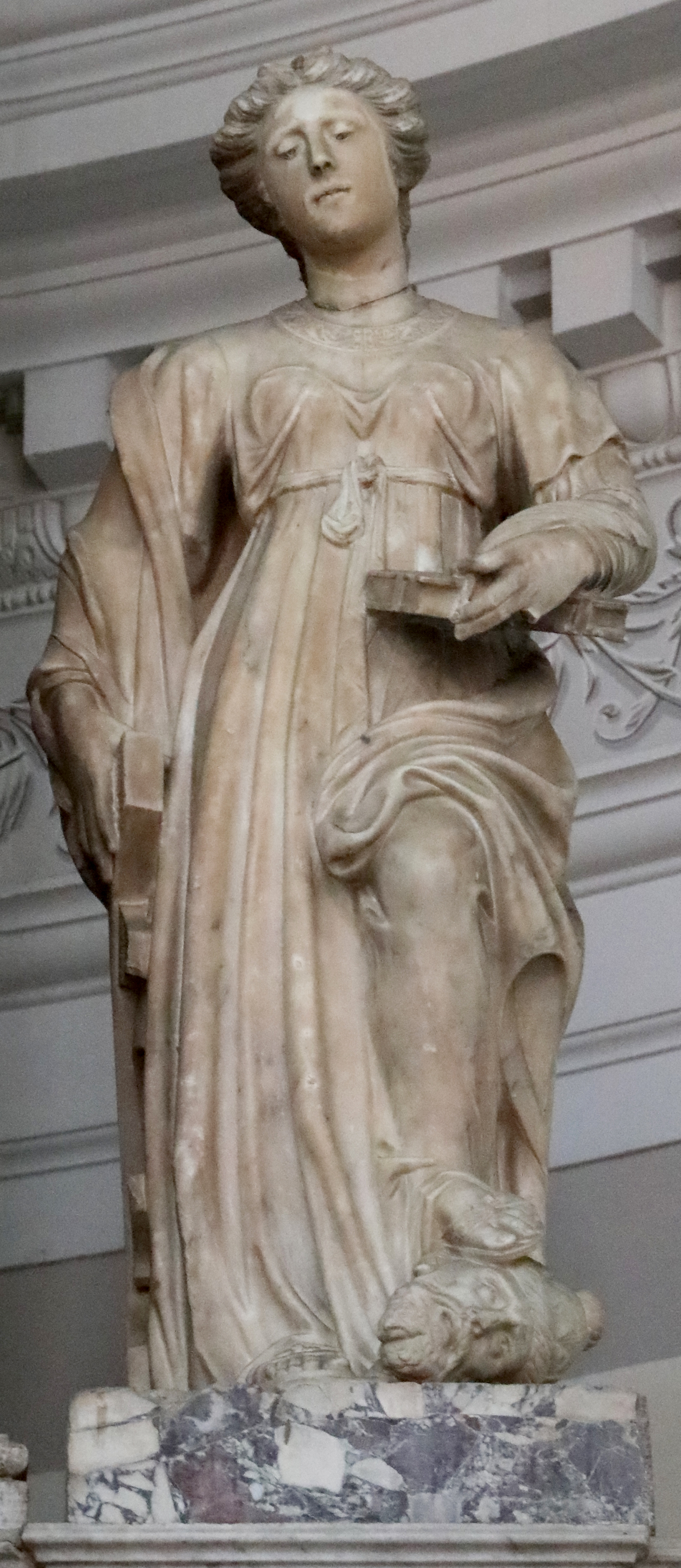
Scuola siciliana, Santa Caterina d'Alessandria, XVII secolo

## Festività e ricorrenze
- Festa di Sant'Antonio di Padova (13 giugno, con processione per le vie cittadine),[7]
- Festa di Maria Santissima Immacolata (8 dicembre, con processione per le vie cittadine);[8]
- Processione della Pietà (venerdì santo - evento legato alla Settimana Santa di Polistena).

## Titoli
- Chiesa parrocchiale. Nel 1961 la chiesa venne eretta a nuova parrocchia cittadina dal vescovo della diocesi di Mileto Mons. Vincenzo De Chiara.

Inoltre in occasione del Giubileo straordinario della misericordia, proclamato da papa Francesco per mezzo della bolla pontificia Misericordiae Vultus, con inizio l'8 dicembre 2015 e conclusione il 20 novembre 2016, la chiesa è stata una delle cinque "chiese giubilari" della diocesi di Oppido Mamertina-Palmi.